# Двадненко, Иван Карпович
Иван Карпович Двадненко (3 февраля 1903, Кисловодск, Кавказская губерния — 15 декабря 1943) — младший лейтенант Рабоче-крестьянской Красной Армии, участник Великой Отечественной войны, Герой Советского Союза (1944).

## Биография
Родился 3 февраля 1903 года на станции Минутка в пределах города Кисловодска Ставропольского края) в семье крестьянина. Получил среднее образование в средней школе № 9. В 1924—1926 годах проходил службу в Рабоче-крестьянской Красной Армии. В 1926 году окончил полковую артиллерийскую школу. В 1931—1941 годах Двадненко работал председателем колхоза, станичного совета. В 1941 году Двадненко был повторно призван в армию. 
В 1942 году он окончил Тамбовское артиллерийское училище. С июля этого же года — на фронтах Великой Отечественной войны. К сентябрю 1943 года гвардии младший лейтенант Иван Двадненко командовал артиллерийской батареей 60-го гвардейского кавалерийского полка 16-й гвардейской кавалерийской дивизии 7-го гвардейского кавалерийского корпуса 61-й армии Центрального фронта. Отличился во время битвы за Днепр.
27 сентября 1943 года, несмотря на массированный огонь артиллерии и миномётов противника, вместе со своей батареей успешно переправился через Днепр в районе деревни Нивки Брагинского района Гомельской области Белорусской ССР и вступил в бой с вражескими войсками. Во время отражения контратаки немецких танков получил ранение, но поля боя не покинул, продолжая сражаться. Когда выбыл из строя наводчик одного из орудий, заменил его собой и, ведя огонь, лично уничтожил два танка противника. В дальнейшем в районе деревни Галки того же района батарея Двадненко подбила три танка и самоходное орудие.
15 декабря 1943 года скончался от полученных в боях ранений. Похоронен в городе Речица Гомельской области Белоруссии.

## Награды
Указом Президиума Верховного Совета СССР «О присвоении звания Героя Советского Союза офицерскому и сержантскому составу артиллерии Красной Армии» от 9 февраля 1944 года за «образцовое выполнение боевых заданий командования на фронте борьбы с немецкими захватчиками и проявленные при этом отвагу и геройство» был удостоен посмертно высокого звания Героя Советского Союза. Также был награждён орденами Ленина, Красного Знамени, Отечественной войны I степени и Красной Звезды.

## Память
В его честь названы улица и школа в Кисловодске, улица, переулок и школа в Речице (Беларусь).